# A Child of Our Time
A Child of Our Time è un oratorio laico del compositore inglese Michael Tippett (Londra, 2 gennaio 1905 - Londra, 8 gennaio 1998), che scrisse anche il libretto. Composta tra il 1939 e il 1941, fu eseguita la prima volta al teatro Adelphi, Londra, il 19 marzo 1944. L'opera è stata ispirata da eventi che colpirono profondamente Tippett: l'assassinio nel 1938 di un diplomatico tedesco da parte di un giovane rifugiato ebreo, e la reazione nazista del governo, sotto forma di un pogrom violento contro la popolazione ebraica, la cosiddetta Notte dei cristalli. L'oratorio di Tippett tratta di questi incidenti in un contesto più vasto delle esperienze dei popoli oppressi in generale e porta un messaggio fortemente pacifista di una suprema comprensione e riconciliazione. I temi ricorrenti nel testo di ombra e luce riflettono la psicoanalisi junghiana, a cui Tippett si era sottoposto negli anni immediatamente prima di scrivere il lavoro.
L'oratorio utilizza un formato tradizionale in tre parti sulla base di quello del Messiah ed è strutturato alla maniera delle Passioni di Bach. La caratteristica più originale del lavoro è l'uso che fa Tippett degli spiritual americani, che svolgono il ruolo assegnato da Bach ai corali. Tippett giustifica questa innovazione col fatto che questi canti di oppressione posseggono una universalità assente dagli inni tradizionali. A Child of Our Time fu ben accolto alla sua prima rappresentazione e da quel momento fu eseguito in tutto il mondo in molte lingue. Sono disponibili un certo numero di versioni registrate, tra cui una diretta da Tippett quando aveva 86 anni.

## Storia e concezione

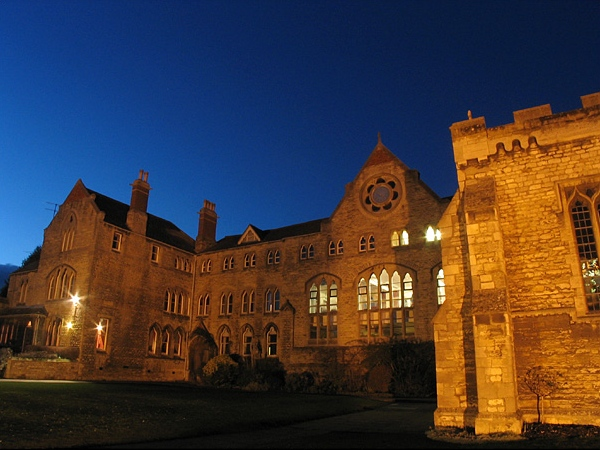
La Stamford School (foto del 2006), dove vennero scoperte le capacità musicali di Tippett

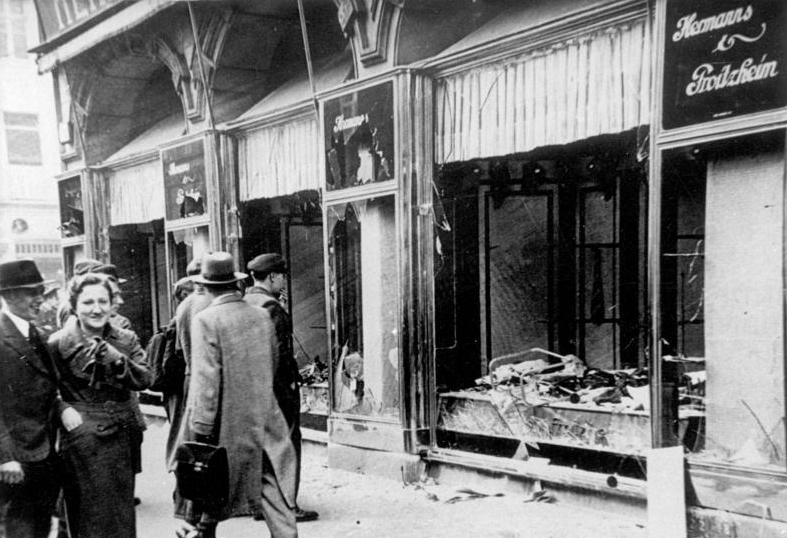
La Notte dei cristalli (Kristallnacht)

Michael Tippett è nato a Londra nel 1905, da genitori benestanti ma non convenzionali. Suo padre, avvocato e uomo d'affari, era un libero pensatore, sua madre una scrittrice e suffragetta. Da bambino ricevette lezioni di pianoforte, ma ancora prima aveva dimostrato la sua abilità musicale, mentre era allievo alla Stamford School del Lincolnshire, tra il 1920 e il 1922. Anche se il programma scolastico ufficiale di musica della scuola era leggero, Tippett ricevette lezioni private di pianoforte da Frances Tinkler, un rinomato insegnante locale il cui allievo più illustre era stato Malcolm Sargent, anch'esso ex allievo di Stamford. L'acquisto da parte di Tippett in una libreria locale di Stanford di un Libro sulla Composizione musicale lo condusse alla decisione di diventare un compositore e nel mese di aprile 1923 fu accettato come uno studente del Royal College of Music (RCM). Qui studiò composizione, prima sotto Charles Wood (morto nel 1926) e più tardi, con meno successo, con Charles Kitson. Studiò inoltre direzione d'orchestra, prima sotto Sargent e poi sotto Adrian Boult. Lasciò la RCM nel dicembre 1928, ma dopo due anni trascorsi senza successo nel tentativo di lanciare la sua carriera di compositore, tornò alla scuola nel 1930 per un ulteriore periodo di studio, principalmente sotto il professore di contrappunto R.O. Morris.
Nel 1930 depresso economicamente Tippett adottò una posizione politica di estrema sinistra e divenne sempre più impegnato nei problemi della disoccupazione, sia attraverso la sua partecipazione ai campi di lavoro del North Yorkshire che come fondatore della South London Orchestra composta da musicisti del dopo lavoro. Fu per breve tempo membro del partito comunista britannico nel 1935, ma le sue simpatie erano essenzialmente trotskiste, ostile all'orientamento stalinista del suo partito locale e ben presto lasciò. Nel 1935 abbracciò il pacifismo, ma in questo periodo fu sopraffatto da una serie di problemi emotivi e di incertezze, in gran parte innescati dalla rottura di un rapporto intenso con il pittore Wilfred Franchi. In aggiunta a queste difficoltà personali diventò ansioso per il fatto che la situazione politica in Europa stava conducendo inesorabilmente verso la guerra. Dopo l'incontro con lo psicoanalista junghiano John Layard, Tippett subì un periodo di terapia che comprendeva l'autoanalisi dei suoi sogni. Secondo il biografo di Tippett Geraint Lewis, il risultato di questo processo fu una "rinascita, confermando per Tippett la natura della sua omosessualità, mentre ... si rafforzava il suo destino come artista creativo, possibilmente a scapito delle relazioni personali". L'incontro con Layard portò Tippett ad interessarsi per tutta la vita al lavoro e all'insegnamento di Carl Gustav Jung, un'influenza portata avanti in molte delle sue composizioni successive.
Verso la metà degli anni trenta furono pubblicati diversi dei primi lavori di Tippett tra cui il suo Quartetto per archi n. 1, la Sonata per pianoforte n. 1 ed il Concerto per doppia orchestra d'archi. Tra la sua produzione inedita in questi anni ci sono stati due lavori per voce: la Ballata-opera di Robin Hood, scritta per essere eseguita nei campi di lavoro dello Yorkshire e A Song of Liberty basata su The Marriage of Heaven and Hell di William Blake. Man mano che aumentava la fiducia nei propri mezzi, Tippett si sentiva sempre più spinto a scrivere un lavoro di aperta protesta politica. Nella sua ricerca di un soggetto in primo luogo considerò la Rivolta di Pasqua di Dublino del 1916: potrebbe essere stato consapevole del fatto che Benjamin Britten aveva scritto musiche di scena per la commedia di Montagu Slater Pasqua 1916. Tuttavia, gli eventi verso la fine del 1938 rivolsero la sua attenzione lontano dalle questioni irlandesi. Tippett aveva fatto diverse visite in Germania e aveva acquisito un amore per la sua letteratura e cultura. Era sempre più afflitto dalle segnalazioni che provenivano da quel paese e, in particolare, dalla persecuzione della popolazione ebraica. Nel novembre 1938 l'assassinio a Parigi di un diplomatico tedesco, Ernst vom Rath, da parte di Herschel Grynszpan, un rifugiato ebreo polacco di diciassette anni, fece precipitare il pogrom la "Notte dei cristalli" in tutta la Germania. Durante diversi giorni di violenza le sinagoghe vennero bruciate, le case e le imprese ebree attaccate e distrutte, migliaia di ebrei vennero arrestati ed alcuni ebrei vennero lapidati o picchiati a morte. I rapporti dalla Germania di questi eventi influenzarono Tippett profondamente e furono l'ispirazione per la sua prima opera drammatica su vasta scala.

## Creazione

### Libretto

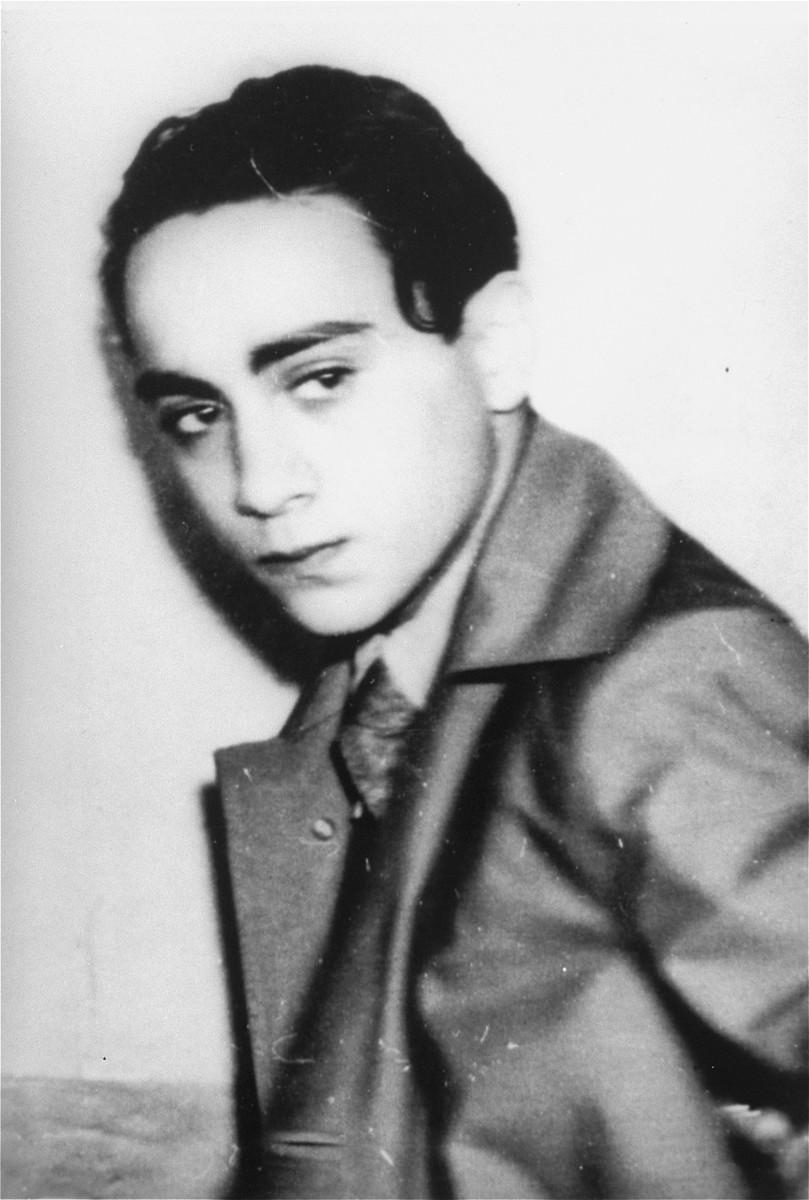
Herschel Grynszpan, le cui azioni fornirono il substrato per A Child of Our Time

Avendo trovato il suo soggetto, Tippett chiese consiglio sulla preparazione del testo a Thomas Stearns Eliot, che aveva incontrato di recente tramite un amico comune, Francis Morley. Il musicologo Michael Steinberg fa notare che, dato il suo antisemitismo, Eliot potrebbe non essere stata la scelta più appropriata come collaboratore, anche se Tippett considerava il poeta suo mentore spirituale e artistico, e sentiva che il suo consiglio sarebbe stato fondamentale. Tippett scrive: "mi feci coraggio e gli chiesi se l'avrebbe voluto scrivere lui. Eliot mi rispose che avrebbe preso in considerazione la questione non appena gli avessi fornito uno schema preciso delle sezioni musicali e l'indicazione esatta del numero e dei tipi di parole per ogni scena". Quando Tippett gli mostrò il suo progetto dettagliato, Eliot consigliò il compositore di scrivere da solo il libretto, avvisandolo però che la sua superiore poesia avrebbe potuto distrarre l'attenzione dalla musica, oppure che avrebbe potuto essere "inghiottito da essa". In entrambi i casi, ci sarebbe stato un disallineamento. Tippett accettò questo consiglio; d'ora in poi, si registra, ha sempre scritto i suoi testi.
Tippett decise che il suo lavoro sarebbe stato un oratorio, piuttosto che un'opera. Scelse il titolo da Ein Kind unserer Zeit, un romanzo di protesta contemporaneo dello scrittore austro-ungarico, Ödön von Horváth. Il testo che Tippett preparò segue la struttura in tre parti utilizzata nel Messiah di Händel, in cui la parte I è profetico e di preparazione, la parte II narrativa ed epica, la parte III meditativa e metafisica. In A Child of Our Time la condizione generale di oppressione è definita nella prima parte, gli elementi narrativi sono confinati alla seconda parte, mentre la terza parte contiene l'interpretazione e la riflessione su una possibile guarigione. Tippett percepiva il lavoro come una rappresentazione generale della disumanità dell'uomo verso l'uomo, e voleva che la tragedia di Grynszpan stesse come un esempio per gli oppressi in tutto il mondo. Per preservare l'universalità del lavoro, Tippett evita ogni uso di nomi propri di persone e luoghi: in tal modo, Parigi è "una grande città", Grynszpan diventa "il ragazzo", il soprano è "la madre del ragazzo", vom Rath è " l'ufficiale".
I critici hanno identificato numerose opere come influenze letterarie, compreso Assassinio nella Cattedrale di Eliot e il Mercoledì delle ceneri, il Faust di Goethe e la poesia di Wilfred Owen "Il Seme". Il biografo di Tippett Ian Kemp equipara la fine dell'oratorio alle pagine finali della Parte I del Il pellegrinaggio del cristiano di John Bunyan, in cui Christian e Hopeful terminano il loro viaggio attraversando un fiume profondo e largo per raggiungere la loro casa celeste. L'influenza dei temi junghiani è evidente nelle immagini ricorrenti di buio e luce, e il riconoscimento e il bilanciamento degli opposti. In una recente analisi del lavoro, Richard Rodda trova A Child of Our Time "radicato nella dialettica essenziale della vita umana che Tippett apprezzava tanto nella filosofia di Jung inverno/primavera, buio/luce, male/bene, ragione/pietà, sogno/realtà, solitudine/compagnia, l'uomo del destino /il bambino del nostro tempo ... "

### Composizione
Tippett completò la sua psicanalisi junghiana il 31 agosto 1939. Tre giorni dopo, il giorno in cui la Gran Bretagna dichiarò guerra alla Germania, iniziò a comporre A Child of Our Time. Il suo basarsi sulle tradizioni della musica europea lo diresse istintivamente verso le Passioni di Bach come suo modello musicale di base. Così gli elementi costitutivi dell'opera sono familiari: recitativi, arie, cori ed ensemble, con solista di sesso maschile che funge da narratore e il coro come partecipanti a pieno titolo nell'azione. Tippett ha anche inventato due altri tipi di numeri formali: la scena operistica e l'interludio orchestrale, quest'ultimo per concedere il tempo per la riflessione sugli eventi più importanti. Tippett volle sottolineare il suo lavoro con l'equivalente dei corali, intonati dalla congregazione, che ricorrono nelle Passioni di Bach; tuttavia, volle che il suo lavoro parlasse ad atei, agnostici ebrei così come ai cristiani. Egli rifletté per poco se le canzoni popolari, o anche gli inni ebraici avrebbero potuto fornire una alternativa, ma respinse queste soluzioni, perché sentiva che, come i corali, non avevano universalità. Una soluzione fu a lui suggerita quando sentì alla radio un'interpretazione dello spiritual "Steal Away". In particolare fu colpito dal potere delle parole "La tromba suona nella mia anima". Questo lo portò a riconoscere gli spirituals come portatori di un significato emotivo ben al di là della loro origine come canzoni di schiavi nel XIX secolo in America, ma anche come rappresentante degli oppressi in tutto il mondo.
Avendo trovato come sostituire i corali, Tippett scrisse in America per avere una raccolta di spiritual. Quando questi arrivarono "Vidi che ce n'era uno per ogni situazione chiave dell'oratorio". Ne scelse cinque: "Steal Away"; "Nobody Knows the Trouble I See, Lord"; "Go Down, Moses"; "O, By and By"; and "Deep River". Il primo, quarto e quinto di questi sono posizionati alla fine delle tre parti dell'oratorio, "Deep River", alla fine, esprimendo secondo Tippett, la speranza di una fresca primavera dopo un lungo e buio inverno. Kenneth Gloag, nella sua analisi dettagliata dell'oratorio, scrive: "Così come la costruzione del percorso attraverso la narrazione drammatica, i cinque spiritual si combinano per fornire momenti di focalizzazione e di riposo... dando forma ad entrambe le dimensioni, sia musicali che letterarie del lavoro". Tippett riteneva che il lavoro racchiudesse tutte le sue attuali preoccupazioni politiche, morali e psicologiche.

## Trama e struttura
Secondo la descrizione di Tippett, "La parte I del lavoro tratta dello stato generale di oppressione nel nostro tempo. La parte II presenta la particolare storia di un giovane uomo che tenta di ottenere giustizia con la violenza e le conseguenze catastrofiche, e la parte III considera la morale da trarre, se del caso". In seguito ha esteso la sua sintesi con ciò che segue:
- Parte I: Lo stato generale delle cose nel mondo di oggi, poiché colpisce tutti gli individui, le minoranze, le classi o razze che si sentono al di fuori delle convenzioni dominanti. L'uomo in contrasto con la sua ombra (cioè il lato oscuro della personalità).
- Parte II: il "Figlio del nostro tempo" appare, avviluppato nel dramma del suo destino personale e delle forze sociali elementari dei nostri giorni. Il dramma è perché le forze che spingono il giovane si dimostrano più forti del buon consiglio di suo zio e la zia, come è sempre stato e sempre sarà.
- Parte III: Il significato di questo dramma e il possibile rimedio che sarebbe venuto dall'accettazione da parte dell'uomo della sua Ombra in relazione alla sua Luce.[14]

Parte I
- 1. Coro: "The world turns on its dark side"
- 2. The Argument (contralto solo): "Man has measured the heavens", followed by an orchestral Interludium
- 3. Scena (coro e contralto solo): "Is evil then good?"
- 4. Il Narratore (basso solo): "Now in each nation there were some cast out"
- 5. Coro degli Oppressi: "When shall the usurer's city cease?"
- 6. Tenore solo: "I have no money for my bread"
- 7. Soprano solo: "How can I cherish my man?"
- 8. A Spiritual (coro e soli): "Steal Away"

Parte II
- 9. Coro: "A star rises in midwinter"
- 10. Il Narratore (basso solo): "And a time came"
- 11. Doppio Coro di Persecutori e Perseguitati: "Away with them!"
- 12. Il Narratore (basso solo): "Where they could, they fled"
- 13. Coro of the Self-righteous: "We cannot have them in our Empire"
- 14. Il Narratore (basso solo): "And the boy's mother wrote"
- 15. Scena: The Mother (soprano), the Uncle and Aunt (bass and alto), and the Boy (tenor): "O my son!"
- 16. A Spiritual (coro e soli): "Nobody knows the trouble I see"
- 17. Scena: Duet (basso e alto): "The boy becomes desperate"
- 18. Il Narratore (basso solo): "They took a terrible vengeance"
- 19. Coro: The Terror: "Burn down their houses!"
- 20. Il Narratore (basso solo): "Men were ashamed"
- 21. A Spiritual of Anger (coro e basso solo): "Go down, Moses"
- 22. The Boy Sings in his Prison (tenore solo): "My dreams are all shattered"
- 23. La Madre (soprano solo): "What have I done to you, my son?"
- 24. Contralto solo: "The dark forces rise"
- 25. A Spiritual (coro e soprano solo): "O by and by"

Parte III
- 26. Coro: "The cold deepens"
- 27. Contralto solo: "The soul of man"
- 28. Scena (basso solo and coro): "The words of wisdom"
- 29. General Ensemble (coro e soli): "I would know my shadow and my light"
- 30. A Spiritual (coro e soli): "Deep River"

## Obiettore di coscienza
Dopo lo scoppio della guerra, nel settembre del 1939, Tippett aderì al Peace Pledge Union al quale era stato informalmente associato dal 1935 e chiese la registrazione come obiettore di coscienza, anche se il suo caso non è stato considerato dal tribunale fino al febbraio 1942. Nel mese di ottobre 1940 divenne direttore di musica al Morley College, dove il precedente aprile ha aveva condotto la South London Orchestra nella prima del suo Concerto per doppia Orchestra d'archi. Dopo avere completato la composizione di A child of our time nel 1941, Tippett lavorò su altri progetti, sentendo che il messaggio pacifista dell'oratorio non era in sintonia col modo di sentire nazionale prevalente. Walter Goehr, che diresse l'orchestra Morley College, gli consigliò di ritardare la sua prima esecuzione a un momento più propizio. Nel febbraio 1942 Tippett fu assegnato a compiti militari non di combattimento. In seguito ad un suo appello, questo fu cambiato in servizio per la Sicurezza antiaerea (ARP), con i vigili del fuoco, oppure sulla terra. Si sentì in dovere di rifiutare questi ordini e di conseguenza fu condannato nel giugno 1943 a tre mesi di carcere, di cui scontò due mesi prima del suo rilascio anticipato per buona condotta.

## Storia delle esecuzioni ed accoglienza

### La Prima
Dopo il suo rilascio dal carcere nel mese di agosto 1943, con l'incoraggiamento di Britten e il giovane critico musicale John Amis, Tippett cominciò a prendere accordi per la prima esecuzione dell'oratorio. Goehr accettò di dirigere, ma non era d'accordo con il punto di vista iniziale del compositore che l'orchestra del Morley College fosse in grado di gestire il lavoro e insistette che erano necessari professionisti. Tippett scrive che "in un modo o nell'altro il denaro fu messo insieme per ingaggiare la London Philharmonic Orchestra". Le forze corali di Morley furono potenziate dal London Regional Civil Defence Choir. Una conoscenza di Britten col Sadler's Wells Opera portò tre solisti al progetto: Joan Cross (soprano), Peter Pears (tenore), e Roderick Lloyd (basso). Il quarto cantante, Margaret MacArthur (contralto), venne dal Morley College. La prima fu organizzata per il 19 marzo 1944, presso Adelphi Theatre di Londra. Prima di questo evento Amis fece conoscere il lavoro in un articolo per il numero di febbraio 1944 del The Musical Times, in cui annunciò un evento musicale degno di nota: "Lo stile generale dell'oratorio è semplice e diretto e la musica avrà immagino, un effetto immediato sul pubblico e sugli artisti".
Alcuni critici più tardi affermarono che A Child of Our Time collocava Tippett in prima fila fra i compositori della sua generazione e la maggior parte delle prime recensioni furono favorevoli. Tra questi il critico del Times definì l'opera "sorprendentemente originale nella concezione e realizzazione" e scrisse che Tippett era riuscito in modo notevole a scrivere un tratto efficace dei i tempi. Una seconda revisione del Times, scritta pochi giorni dopo la prima, suggeriva che l'oratorio aveva proposto la domanda chiave dei tempi contemporanei: "Come è il conflitto fra l'inevitabile e l'intollerabile che deve essere risolto?" E indicò la speranza espressa nello spiritual "Deep River" finale concludendo che, nonostante alcuni passaggi deboli il lavoro aveva creato una partnership di successo tra l'arte e la filosofia. William Glock in The Observer è elogiativo: "Il lavoro più commovente e importante da un compositore inglese da molti anni". Glock ha scoperto che gli spirituals si adattavano perfettamente ai temi del oratorio ed erano stati disposti "con un profondo senso di bellezza".
In The Musical Times Edwin Evans elogiò il testo di Tippett: "semplice e diretto ... ha saggiamente resistito alla tentazione di usare un linguaggio quasi biblico o da 'Pilgrim's Progress' ." Evans si chiese, tuttavia, se la musica riflettesse veramente le parole: "... l'emozione sembrava singolarmente sincera sotto le provocazioni descritte nel testo". A differenza di Glock, Evans non era convinto che fosse il caso di inserire degli spiritual: "[L]a peculiare intensità che hanno nella loro forma tradizionale tende ad svanirenel loro nuovo ambiente".  Tuttavia, Eric Blom, in Music & Letters, pensò che l'idea di utilizzare gli spiritual era "brillante", e l'analogia con i corali di Bach convincente. Blom era meno entusiasta del testo, che trovava "molto laconico e disadorno, piuttosto misero, in realtà", anche se pensava che questo era preferibile alle pomposità come quelle che caratterizzano libretti scritti per Händel. Nella sua autobiografia, Tippett fa solo tenui riferimenti alla prima, notando che l'evento "ha avuto alcune recensioni contrastanti", ma in una lettera alla sua amica Francesca Allinson si professava felice per il riscontro molto ampio del pubblico al lavoro: "È andata bene non solo per gli ascoltatori ordinari ma anche per gli intellettuali come [Mátyás] Seiber, che ha mi ha scritto di alcune delle "belle tessiture di alcuni dei numeri musicali".

### Prime esecuzioni
L'accoglienza generalmente positiva della prima convinse Arthur Bliss, che allora era direttore musicale della BBC, ad organizzare una esecuzione del lavoro da trasmettere per radio. Questa ebbe luogo il 10 gennaio 1945, poco dopo che, nel mese di febbraio, Tippett aveva diretto l'oratorio alla Royal Albert Hall. La trasmissione radiofonica fu ascoltata da Howard Hartog, uno scrittore di musica nonché editore, che subito dopo la guerra era nella Germania occupata, nel tentativo di ristabilire la North German Radio Symphony Orchestra di Amburgo. Come parte di questo sforzo decise di mettere su una messa in scena di A Child of Our Time, sotto la direzione di Hans Schmidt-Isserstedt. A causa del suo pacifismo e per essere registrato come un obiettore di coscienza, Tippett non fu autorizzato nella zona occupata e quindi perse l'esecuzione. Tuttavia nel 1947 riuscì ad andare a Budapest, dove il suo amico, il compositore ungherese Mátyás Seiber, aveva organizzato una esecuzione della Radio Ungherese. I problemi dei cantanti locali con il testo inglese fecero sì che il lavoro sia stato cantato in ungherese, cosa che Tippett, che dirigeva, descrisse come "un'esperienza molto strana".
Nei primi anni 1950 Tippett partecipò ad una esecuzione dell'oratorio presso la Radio Hall di Bruxelles, dopo di che gli spettatori gli espressero la loro gratitudine per il lavoro che, dissero, rappresentava esattamente le loro esperienze di guerra. Nel dicembre 1952 si recò a Torino per una trasmissione radiofonica, condotta da Herbert von Karajan, con le stelle dell'opera Elisabeth Schwarzkopf e Nicolai Gedda tra i solisti. Si registra che durante le prove il basso solista, Mario Petri, avesse problemi a cantare i suoi recitativi e che, nonostante qualche istruzione del compositore, era ancora "in alto mare" durante l'esecuzione. Karajan chiese a Tippett se si sarebbe opposto ad un intervallo in più nella parte II, al che Tippett rispose che gli sarebbe dispiaciuto molto. Karajan, tuttavia, impose la pausa, presentando così una versione in quattro parti del lavoro.

### Un pubblico più vasto
Nel maggio 1962 A Child of Our Time debuttò in Israele a Tel Aviv. Tippett dice che questa produzione fu ritardata perché per un po' ci furono obiezioni locali per la parola "Gesù" nel testo. Quando fu eseguita, tra il pubblico c'era il padre di Herschel Grynszpan che, Tippett scrisse, rimase "manifestamente toccato dal lavoro che aveva ispirato l'azione precipitosa di suo figlio 25 anni prima." Lo spettacolo, del Kol Yisrael Orchestra con il Coro da camera di Tel Aviv, fu acclamato da un pubblico di 3000 soettatori, ma ricevette recensioni contrastanti da parte della stampa. Il rapporto del Times fece notare contrastanti opinioni da due importanti quotidiani israeliani. Il corrispondente di Haaretz aveva espresso delusione: "Ogni tono è poco originale, e il lavoro ripete vecchi effetti in un modo più convenzionale". Tuttavia, secondo il rapporto Times, il critico di HaBoker aveva "scoperto che la composizione aveva portato tutti nella profondità della sua anima ... nessun compositore ebreo aveva mai scritto niente di così sublime sul tema della Shoah".
Nonostante i suoi successi in Europa A Child of Our Time non raggiunse gli Stati Uniti fino al 1965, quando fu eseguita durante l'Aspen Music Festiva], con il compositore presente. Nelle sue memorie Tippett menziona un altro spettacolo in quel tour americano, in un college femminile a Baltimora, in cui il coro maschile e solisti erano ordinandi cattolici neri da un seminario locale. I primi allestimenti americani importanti del lavoro vennero un decennio più tardi: a Cleveland nel 1977, dove il Principe Carlo, che era in visita, ritardò la sua partenza in modo da poter partecipare e alla Carnegie Hall, New York, dove Colin Davis diresse la Boston Symphony Orchestra ed il Tanglewood Festival Chorus. Nel recensire questa esecuzione per il New York Times, Donal Henahan non era convinto che "la sincerità e le irreprensibili intenzioni del lavoro lo pongano accanto alla musica importante". Gli spiritual erano stati cantati con passione e fervore, ma il resto era "il ricordo di un pio sermone familiare", in cui le parole erano comprensibili solo a tratti. Nel frattempo, il lavoro aveva debuttato in Africa, dove nel 1975 Tippett assistette ad uno spettacolo con un'orchestra improvvisata con la Banda della Polizia dello Zambia. Il presidente dello Zambia, Kenneth Kaunda, era presente, ed in seguito si intrattenne con il compositore.

### Esecuzioni successive
Nell'ottobre del 1999, l'anno dopo la morte di Tippett, A Child of Our Time fu rappresentata come prima tardiva alla New York Philharmonic, presso la Avery Fisher Hall. Il recensore del New York Times, Paul Griffiths, espresse un certo stupore che questo fosse stato il primo approccio dell'Orchestra con il lavoro. Nell'ambito delle celebrazioni per il centenario della nascita del compositore, nel gennaio 2005, l'English National Opera mise in scena uno spettacolo drammatizzato del lavoro, diretto da Jonathan Kent. Coincidenza fu che la prima esecuzione fosse proprio nella settimana del 60º anniversario della liberazione del campo di sterminio di Auschwitz. Anna Picard, scrivendo sul The Independent, riconobbe la sincerità del lavoro, ma trovò la drammatizzazione del suo messaggio pacifista del tutto inappropriata: "Abbiamo davvero bisogno di vedere una dozzina di attori ben nutriti e cantanti spogliati e messi in una buca fumante, per capire l'Olocausto?" Anthony Holden dell'Observer fu più positivo, commentando che "Se si deve mettere in scena un'opera destinata al concerto ... è difficile immaginare una versione più efficace di quella di Kent, attraversata da simbolismi pesanti che Tippett avrebbe sicuramente approvato. "Tuttavia Holden trovava il risultato complessivo" super-solenne, barcollante tra l'eccessivamente letterale ed il portentoso". Il Giorno della Rimembranza dell'Olocausto 2005 (1-8 maggio) è stato segnato al Kennedy Center di Washington DC da una esibizione speciale di A Child of Our time, in cui il coro di Washington è stato diretto da Robert Shafer.
A Child of Our Time è sopravvissuto a periodi di indifferenza, soprattutto in America, per essere stato classificato insieme al War Requiem di Britten come una delle grandi opere corali più frequentemente eseguite del dopo guerra. Secondo Meirion Bowen, compagno di lunga data di Tippett e un difensore della sua musica, soprattutto la qualità del lavoro è il suo messaggio universale, con il quale il pubblico di tutto il mondo lo ha identificato. Nelle sue note che accompagnano l'esibizione al Grant Park Music Festival 2010 di Chicago, Richard E. Rodda riassume l'appello dell'oratorio: "si tratta di questioni senza tempo come la civiltà stessa, la disumanità dell'uomo contro l'uomo, la situazione dell'individuo che affronta il potere spietato... la necessità di imparare le lezioni della storia e la compassione e la comprensione, l'onestà e l'uguaglianza nei nostri rapporti con l'altro, qualunque possano essere le nostre differenze. Il Bambino di Tippett ci parla ancora profondamente nel nostro tempo profondamente turbato ".

## Musica

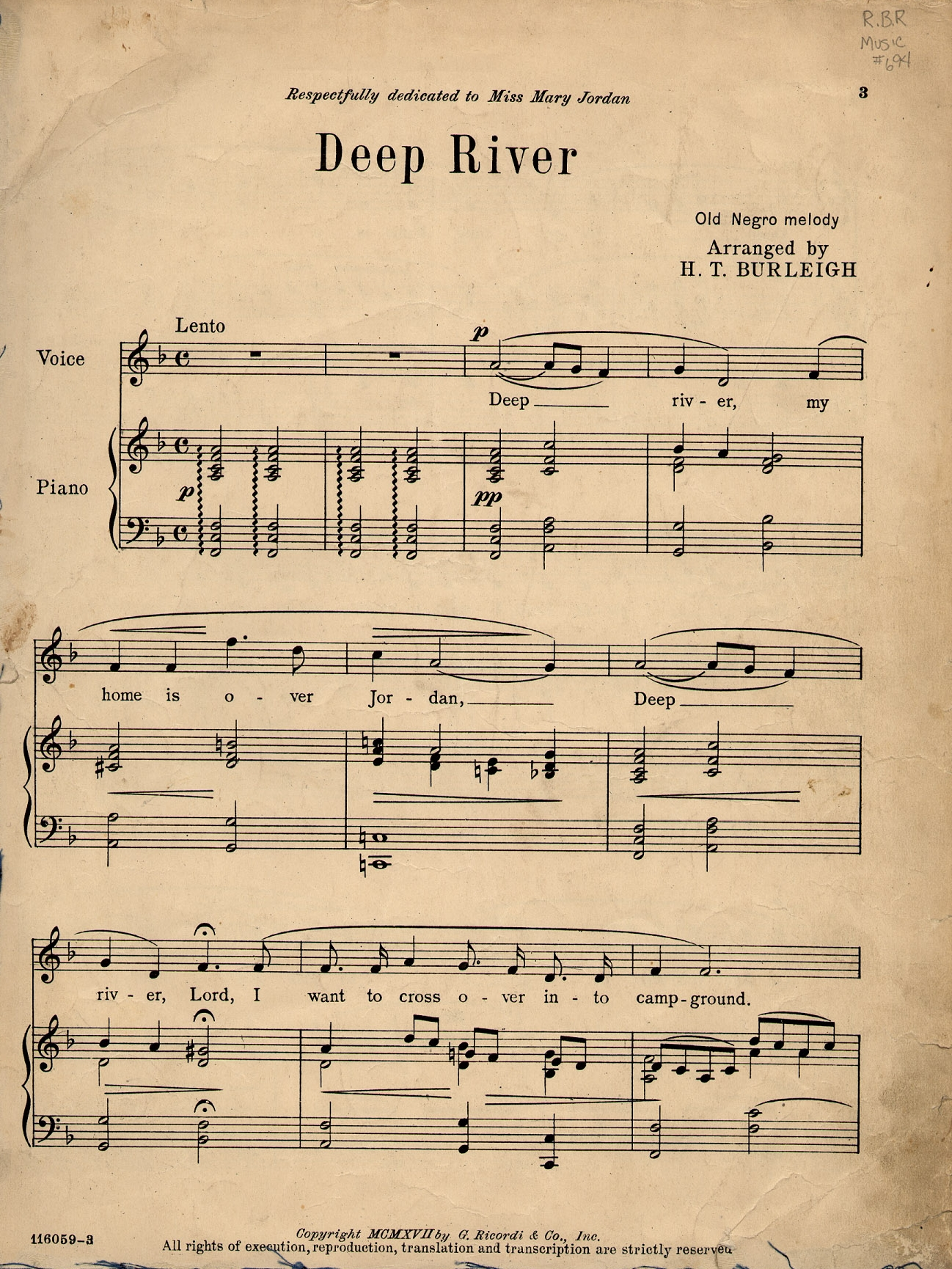
"Deep River, my home is over Jordan..." Lo spiritual che chiude l'oratorio, spartito del 1917

Kemp descrive il problema centrale di Tippett nel comporre A Child of Our Time nell'integrazione del linguaggio degli spiritual con il proprio stile musicale. Tippett era, nella visione di Kemp, del tutto riuscito a tale riguardo; "O by and by", dice, sembra quasi che sia stato composto interamente da Tippett. Per aiutare il processo di integrazione il compositore aveva ottenuto le registrazioni dei gruppi di canto americani, in particolare la Hall Johnson Choir, che gli fornì un modello in tre parti per determinare le relazioni tra voci soliste e coro negli spiritual: coro, solisti, coro. Le istruzioni di Tippett nella partitura specificano che "gli spiritual non dovrebbero essere considerati come inni congregazionali, ma come parti integranti dell'Oratorio, né devono essere sentimentali ma cantati con un forte ritmo di fondo e leggermente oscillato".
Il breve preludio orchestrale alla prima parte introduce i due stati d'animo contrastanti che pervadono l'intera opera. Kemp paragona l'iniziale "ringhiante triade di trombe" ad "una discesa nell'Ade", ma risponde immediatamente una frase dolcemente triste degli archi. In generale, gli otto numeri che compongono questa prima parte hanno ciascuno, dice Gloag, una propria distinta struttura e identità armonica, spesso in un rapporto disgiuntivo tra loro, anche se il secondo ed il terzo numero sono collegati da un "Interludium" orchestrale. Tra le diverse caratteristiche musicali Steinberg richiama l'attenzione sui ritmi nel coro "When Shall The Usurer's City Cease" che mostrano la conoscenza di Tippett del madrigale inglese e il suo modo di sentirlo. Quello che Kemp descrive come "uno dei momenti più alti della musica di Tippett" avviene verso la fine della parte, quando l'aria del soprano si scioglie nello spiritual "Steal Away": "un [transizione] così struggente da scatenare quell'improvvisa scossa di riconoscimento che inonda gli occhi di emozione ... anche se il soprano continua a soffrire in un melisma galleggiante, lo spiritual viene come un sollievo e una liberazione".
Per via del suo elevato numero di componenti (17), mediamente brevi, la seconda parte è la più diffusa delle tre, strutturalmente e armonicamente. La narrazione è guidata in gran parte da cori e dai commenti del narratore, che si alternano, con due brevi scene d'opera in cui partecipano i quattro solisti. Kemp trova in uno dei cori allusione alla "Sei gegrüsset" dalla Passione secondo Giovanni di Bach e sente le tracce di Elgar nel a solo del soprano "O my son!" che inizia la prima scena. Il culmine della narrazione è raggiunto con lo "Spiritual of Anger": "Go Down, Moses", che Tippett organizza in forma di un corale. Questo è seguito da tre brevi meditazioni del tenore, soprano e contralto solisti, prima che una possibile redenzione sia intravista nello spiritual che termina la parte, "O by and by", con una nelodia del soprano che Steinberg descrive come "estatica". La terza parte è composta da soli cinque numeri, ognuno un po' più ampio rispetto alla maggior parte di quelli delle sezioni precedenti dell'oratorio. Questo atto ha, in complesso, una maggiore unità rispetto alle precedenti. Il culmine musicale ed emotivo di tutta l'opera è il penultimo ensemble: "I Would Know my Shadow and my Light". Kemp scrive: "L'intera opera ha portato fino a questo momento ... l'ensemble sfocia in una benedizione estatica, senza parole [prima] che una modulazione conduca a Deep River. In questo finale spirituale, per la prima volta sono dispiegate tutte le risorse vocali e strumentali. L'oratorio si conclude con calma, con un pianissimo e lunghissimo "Lord".
Il totale delle risorse vocali e strumentali necessarie per l'oratorio sono un coro SATB con soprano, contralto, tenore e basso solisti, e un'orchestra composta da due flauti, due oboi, corno inglese, due clarinetti, due fagotti, controfagotto, quattro corni, tre trombe , tre tromboni, timpani, cembali e stringhe. Secondo lo spartito per canto e pianoforte, la durata approssimativa dell'opera è di 66 minuti.

## Registrazioni
La prima registrazione di A Child of Our Time fu edita nel 1958, e rimase l'unica disponibile per 17 anni. Sir Colin Davis fece la prima delle sue tre registrazioni del lavoro nel 1975. Tippett stesso, all'età di 86 anni, diresse una registrazione del suo lavoro con la City of Birmingham Symphony Orchestra ed il Coro nel 1991.
| Anno | Solista (SATB)                                                       | Direttore Orchestra e coro                                             | Etichetta                                                | Note          |
| ---- | -------------------------------------------------------------------- | ---------------------------------------------------------------------- | -------------------------------------------------------- | ------------- |
| 1958 | Elsie Morison Pamela Bowden Richard Lewis Richard Standen            | John Pritchard Royal Liverpool Philharmonic Chorus and Orchestra       | Vinyl: Pye CCL30114/5 Vinyl: Argo ZDA19/20 (stereo 1963) | [ 63 ] [ 64 ] |
| 1975 | Jessye Norman Janet Baker Richard Cassilly John Shirley-Quirk        | Colin Davis BBC Symphony Orchestra and BBC Singers                     | Vinyl: Philips 6500985                                   | [ 65 ]        |
| 1986 | Sheila Armstrong Felicity Palmer Philip Langridge John Shirley-Quirk | André Previn Royal Philharmonic Orchestra and Brighton Festival Chorus | CD: RPO 7012                                             | [ 66 ]        |
| 1991 | Faye Robinson Sarah Walker Jon Garrison John Cheek                   | Michael Tippett City of Birmingham Symphony Orchestra and CBSO Chorus  | CD: Naxos 855750                                         | [ 62 ] [ 67 ] |
| 1992 | Cynthia Haymon Cynthia Clarey Damon Evans Willard White              | Richard Hickox London Symphony Orchestra and Chorus                    | CD: Chandos CHAN9123                                     | [ 67 ]        |
| 2003 | Ute Selbig Norah Gubisch Jerry Hadley Robert Holl                    | Colin Davis Staatskapelle Dresden                                      | CD: Profil PH7052                                        | [ 67 ]        |
| 2007 | Indra Thomas Mihoko Fujimura Steve Davislim Matthew Rose             | Colin Davis London Symphony Orchestra and Chorus                       | CD: LSO0670 (recorded live performance)                  | [ 67 ]        |

### Esplicative
1. ↑  Passanti osservano un negozio ebreo devastato a Magdeburgo, Germania, dopo il pogrom della Kristallnacht del 9 novembre 1938. Gli eventi che riguardano il pogrom ispirarono Tippett nello scrivere A Child of Our Time
2. ↑  Questi campi furono organizzati dal 1932 da un proprietario terriero di primo piano e da sua moglie, come un mezzo per incoraggiare i minatori nel dopo lavoro ad impegnarsi in progetti di autosostegno che comprendevano giardinaggio, produzione di mobili, musica e teatro.[3]

### Bibliografiche
1. 1 2 3   David Clarke, Tippett, Sir Michael (Kemp), su oxfordmusiconline.com, Grove Music Online. URL consultato il 9 maggio 2012.
2. ↑  Kemp, pp. 8–13
3. ↑  Tippett 1994, pp. 40–41
4. ↑  Kemp, p. 31–32
5. ↑  Kemp, pp. 36–37
6. 1 2 3 4 5 6   Geraint Lewis, Tippett, Sir Michael Kemp, su oxforddnb.com, Oxford Dictionary of National Biography (online edition), maggio 2010. URL consultato il 29 aprile 2012.
7. ↑  Whittall, p. 32
8. ↑  Kemp, pp. 498–99
9. 1 2  Whittall, p. 71
10. 1 2 3 4  Steinberg, pp. 284–85
11. ↑  Kemp, pp. 150–51
12. ↑  (EN) Dave Kopplin, A Child of Our Time, su laphil.com, Los Angeles Philharmonic Association. URL consultato il 15 maggio 2021 (archiviato dall'url originale il 30 agosto 2016).
13. 1 2 3 4  Tippett 1994, pp. 50–51
14. 1 2 3 4   Richard E Rodda, Notes, Grant Park Music Festival: Thirteenth Program: A Child of Our Time (PDF), su grantparkmusicfestival.com, Grant Park Music Festival, luglio 2010. URL consultato il 3 maggio 2012 (archiviato dall'url originale il 22 aprile 2012).
15. 1 2  Kemp, p. 157
16. ↑  Golding, Robin (1986). "A Child of Our Time: the darkness declares the glory of light". Notes on recording, Compact Disc CDRPO 7012, RPO Records.
17. ↑  Kemp, p. 160
18. 1 2 3  Steinberg, p. 286
19. ↑  Kemp, p. 168
20. ↑  Kemp, p. 158
21. ↑  Gloag, pp. 27–30
22. ↑  Steinberg, p. 284
23. 1 2  Kemp, pp. 40–41
24. ↑  Kemp, p. 499
25. 1 2  Kemp, pp. 52–53
26. 1 2  Tippett 1994, pp. 156–57
27. ↑  Gloag, p. 89
28. 1 2   Edwin Evans, A Child of Our Time, in The Musical Times, vol. 85, 1214ª ed., aprile 1944,  p. 124, JSTOR 921477.
29. ↑   John Amis, New Choral Work by Michael Tippett: A Child of Our Time, in The Musical Times, vol. 85, 1212ª ed., febbraio 1944,  pp. 41-42, DOI:10.2307/921782, JSTOR 921782.
30. ↑   Tippett's New Oratorio, in The Times, 20 marzo 1944,  p. 6.
31. ↑   Philosophy and Music, in The Times, 24 marzo 1944,  p. 6.
32. ↑   William Glock, Music, in The Observer, 26 marzo 1944,  p. 2.
33. ↑   Eric Blom, A Child of Our Time. Oratorio by Michael Tippett, in Music & Letters, vol. 25, 2ª ed., aprile 1944,  pp. 124-25, JSTOR 728902.
34. ↑   Andrew Burn, Bliss, Sir Arthur Edward Drummond, su oxforddnb.com, Oxford Dictionary of National Biography (online edition), maggio 2010. URL consultato il 30 aprile 2012.
35. 1 2   Meirion Bowen, Tippett and the Second Musical Renaissance (Souvenir Programme Notes for the Britten/Tippett Festival, 1986), su meirion-bowen.com, London Sinfonietta, settembre 1986. URL consultato il 30 aprile 2012.
36. ↑  Tippett 1994, p. 181 and p. 183
37. ↑  Hartog (ed.), p. viii
38. ↑  Tippett 1994, p. 159
39. 1 2  Tippett 1994, p. 192
40. ↑  Tippett 1994, p. 206
41. 1 2 3 4  Steinberg, p. 287
42. ↑  Tippett 1994, pp. 260–61
43. ↑   Tippett Oratorio Given In Israel, in The Times, 3 maggio 1962,  p. 2.
44. ↑  Tippett 1994, pp. 250–52
45. ↑  Tippett 1994, p. 257
46. ↑   Donal Henahan, Music: Bostonians Give Premiere of Oratorio, in The New York Times, 19 gennaio 1978,  pp. C17.
47. ↑  Tippett 1994, p. 244
48. ↑   Paul Griffiths, How Five Gunshots Inspired an Oratorio, in The New York Times, 31 ottobre 1999.
49. ↑   Anna Picard, A Child of Our Time/ENO, Coliseum, London, in The Independent, 30 gennaio 2005.
50. ↑   Anthony Holden, Tippett under the spotlight, in The Observer, 30 gennaio 2005.
51. ↑   Lisa Traiger, Michael Tippett work 'A Child of Our Time' to mark Shoah remembrance at Kennedy Center, su jewish-theatre.com, Jewish Theatre. URL consultato il 3 maggio 2012 (archiviato dall'url originale il 27 gennaio 2013).
52. ↑  Kemp, p. 164
53. 1 2  Kemp, p. 172
54. 1 2  Tippett 1944, pp. ii–iv
55. ↑  Kemp, p. 170
56. ↑  Gloag, p. 31
57. ↑  Gloag, p. 44
58. ↑  Kemp, pp. 173–76
59. ↑  Gloag, pp. 62–63
60. ↑  Kemp, p. 177
61. ↑  Steinberg, p. 280
62. 1 2   Tippett. A Child of Our Time [collegamento interrotto], in Gramophone, settembre 1992,  p. 154.
63. ↑   Tippett. A Child of our Time [collegamento interrotto], in Gramophone, novembre 1958,  p. 60.
64. ↑   Tippett. A Child of Our Time [collegamento interrotto], in Gramophone, aprile 1963,  p. 51.
65. ↑   Tippett. A Child of Our Time—Oratorio [collegamento interrotto], in Gramophone, novembre 1975,  p. 124.
66. ↑   Tippett: A Child of Our Time [collegamento interrotto], in Gramophone, agosto 1997,  p. 86.
67. 1 2 3 4   Tippett: A Child of Our Time, su prestoclassical.co.uk, Presto Classical. URL consultato il 12 maggio 2012.